# Psychotria pygmaea
Psychotria pygmaea är en måreväxtart som beskrevs av Elmer Drew Merrill. Psychotria pygmaea ingår i släktet Psychotria och familjen måreväxter. Inga underarter finns listade i Catalogue of Life.